# Bar (canción)
«Bar» es una canción de la cantante argentina Tini y el rapero argentino L-Gante. La canción y su video musical fueron lanzados por Sony Music Latin y Hollywood Records el 11 de noviembre de 2021, como el tercer sencillo de su cuarto álbum de estudio, Cupido (2023). Fue escrita por los dos cantantes, junto a Elena Rose, Kevin Rivas y sus productores Mauricio Rengifo y Andrés Torres. Tini y L-Gante colaboraron por primera vez en esa canción altamente bailable y alegre, que es una combinación del género Reguetón y cumbia.

## Antecedentes
Tini y L-Gante colaboraron por primera vez en «Bar». Los artistas anunciaron el lanzamiento desde sus redes sociales. El 8 de noviembre de 2021, Tini lanzó el primer teaser de la canción y reveló que será una colaboración con el cantante de cumbia L-Gante, y que saldría el 11 de noviembre de 2021. Más tarde, ambos artistas también publicaron dos teasers más en sus cuentas de redes sociales. «Un día y sale esta bomba de verano», escribió L-Gante en sus redes sociales 24 horas antes del estreno de la canción. Por su parte, Tini escribió en Twitter parte del estribillo de la canción «Porque otra boca voy a besar». El 11 de noviembre, la canción fue lanzada en el canal de YouTube de Tini. 

## Composición

### Letras
La canción habla sobre cómo una chica dejó a su novio en el bar, y él sufre por ella, mientras ella vive los mejores años de su vida. 

### Música
La canción es una combinación de Reguetón y cumbia más conocida como sonido cachengue, el cual estos dos artistas han interpretado en sus últimas canciones y que es un género musical típico que representa la música latinoamericana.

## Video musical
El rodaje del video musical tuvo lugar en Argentina. Fue dirigida por el director argentino Diego Peskins, quien también estuvo a cargo del video de «Miénteme», el video de «Bar» muestra un ambiente de fiesta, donde aparecen autos de lujo y mucha diversión nocturna. En el videoclip se puede ver al dúo argentino llegar a una mansión donde son recibidos por una lujosa fiesta. Luces de neón, ropa elegante y botellas de champagne son parte de los elementos visuales del video. De repente, la estética cambia por completo. Después, se puede ver a Tini con un atuendo mucho más informal en lo que parece un «boliche popular». Acompañada de algunos bailarines, inicia una coreografía coordinada.

## Premios y nominaciones
| Año  | Premiación            | Categoría                           | Resultado | Ref.  |
| ---- | --------------------- | ----------------------------------- | --------- | ----- |
| 2022 | Premios Carlos Gardel | Mejor colaboración de música urbana | Nominada  | [ 5 ] |

## Créditos y personal
Créditos adaptados de Genius.
- Tini - voz principal, compositora
- L-Gante - voz, compositor
- Tom Norris - ingeniero de mezcla, ingeniero de masterización
- Elena Rose - compositora
- Kevin Rivas - compositor
- Mauricio Rengifo - productor, compositor, ingeniero de grabación, programación
- Sergio Rivas - ingeniero de grabación
- Andrés Torres - productor, compositor, ingeniero de grabación, programación

## Posicionamiento en listas
| Listas (2021-22)                          | Mejor posición |
| ----------------------------------------- | -------------- |
| Argentina (Argentina Hot 100)             | 1              |
| Argentina Airplay (Monitor Latino)        | 4              |
| Argentina Latin Airplay (Monitor Latino)  | 4              |
| Argentina National Songs (Monitor Latino) | 1              |
| Bolivia Airplay (Monitor Latino)          | 5              |
| Bolivia Songs (Billboard)                 | 3              |
| Costa Rica Urban (Monitor Latino)         | 9              |
| Ecuador Urban (Monitor Latino)            | 12             |
| El Salvador (Monitor Latino)              | 12             |
| España (PROMUSICAE)                       | 78             |
| Global 200 (Billboard)                    | 125            |
| Paraguay (Monitor Latino)                 | 1              |
| Peru Urban (Monitor Latino)               | 3              |
| Uruguay (Monitor Latino)                  | 2              |
| Uruguay Latin Airplay (Monitor Latino)    | 4              |

| Listas (2021) | Mejor posición |
| ------------- | -------------- |
| Paraguay(SGP) | 7              |
| Uruguay (CUD) | 1              |

| Listas (2022)                   | Mejor posición |
| ------------------------------- | -------------- |
| Argentina (Monitor Latino)      | 58             |
| Bolivia (Monitor Latino)        | 30             |
| Ecuador Urbano (Monitor Latino) | 90             |
| Paraguay (Monitor Latino)       | 11             |
| Uruguay (Monitor Latino)        | 37             |